# Athanas exilis
Athanas exilis — вид десятиногих ракоподібних родини раків-лускунчиків (Alpheidae). Описаний у 2023 році.

## Поширення
Вид поширений в Японському морі. Голотип зібраний у затоці Вакаса на глибині 90 м.